# 뭄바이 메트로

뭄바이 메트로의 노선도

뭄바이 메트로(마라티어: मुंबई मेट्रो)는 인도 뭄바이를 달리는 도시 철도 시스템이다.

## 같이 보기
- 델리 지하철